# Brestovec, Komárno
Brestovec este o comună slovacă, aflată în districtul Komárno din regiunea Nitra. Localitatea se află la altitudinea de 110 m deasupra n.m., se întinde pe o suprafață de 7,49 km2 și în 2017 număra 498 de locuitori.

## Istoric
Localitatea Brestovec este atestată documentar din 1327.

## Demografie
| An:                | 1994 | 2004   | 2014   | 2024   |
| ------------------ | ---- | ------ | ------ | ------ |
| Număr de persoane: | 501  | 486    | 504    | 503    |
| Diferență:         |      | −2,99% | +3,70% | −0,19% |

| An:                | 2023 | 2024   |
| ------------------ | ---- | ------ |
| Număr de persoane: | 498  | 503    |
| Diferență:         |      | +1,00% |